# 罗兴亚团结组织
罗兴亚团结组织是由缅甸若开邦和缅甸与孟加拉国边境地区的罗兴亚人组成的一个激进穆斯林武装组织，大约在1982年左右创建，领导人是穆罕默德·瑜诺斯（ Muhammad Yunus，出生于若开邦的医生）及努尔·伊斯拉姆（Nurul Islam）。总部设在孟加拉国的海滨城市科克斯巴扎爾縣。罗兴亚团结组织创建4年后，因内部矛盾尖锐而分裂成两派，一派由努由尔·伊斯兰姆率领，另一派由穆罕默德·瑜诺斯领导。该组织的宗旨是通过武装斗争，创建独立的由罗兴亚人组成的若开国或至少建立自治的若开邦。该组织与基地组织联系密切。至今仍然活跃在缅甸-孟加拉国边界地带，经常杀死、杀伤缅甸边防军，并组织缅甸境内的穆斯林与当地佛教徒的冲突。